# Nannobrachium phyllisae
Nannobrachium phyllisae är en fiskart som beskrevs av Zahuranec 2000. Nannobrachium phyllisae ingår i släktet Nannobrachium och familjen prickfiskar. Inga underarter finns listade i Catalogue of Life.